# Найдангийн Тувшинбаяр
Найдангийн Тувшинбаяр (монг. Найдангийн Түвшинбаяр, 1 червня 1984) — монгольський дзюдоїст, олімпійський чемпіон.

## Виступи на Олімпіадах
| Олімпіада   | Дисципліна           | Місце |
| ----------- | -------------------- | ----- |
| Пекін 2008  | напівважка категорія | 1     |
| Лондон 2012 | напівважка категорія | 2     |
| Ріо 2016    | напівважка категорія | 17    |

## Кримінальне провадження
2022 року Тувшинбаяра було засуджено на 16 років за вбивство. У квітні 2021 року він у стані алкогольного сп'яніння побив свого найкращого друга, який згодом помер від отриманих травм. Тувшинбаяр приніс вибачення сім'ї вбитого і зобов'язався до кінця життя допомагати його родині.